# Amphioplus suspectus
Amphioplus suspectus is een slangster uit de familie Amphiuridae.
De wetenschappelijke naam van de soort werd in 1970 gepubliceerd door Madsen.